# Вирџинија сквајерси
Вирџинија сквајерси (енгл. Virginia Squires) је бивши амерички кошаркашки клуб из Норфолка, Вирџинија. У периоду од 1970. па до 1975. играли су Источној дивизији АБА лиге.

## Оукланд
Сквајерси су основани 1967. године као Оукланд оукси, чартер члан АБА. Боје тима су биле зелена и златна. Ранији кошаркашки тим Оукланд оукса играо је у Америчкој кошаркашкој лиги (сезона 1961/62) 1962. године, (Краткотрајна лига се распала 31. децембра 1962.)
Оукс је делимично био у власништву поп певача Пат Буна. Дошло је до великог спора око уговора са клубом Сан Франциско вориорса из основане Националне кошаркашке асоцијације око права на до тада њиховог играча Рика Барија. Био је бивши НБА новајлија године који је довео Вориорсе до финала НБА исте године када су се Оукси формирали, али због љутње због неуспеха управе да му исплати одређене подстицајне награде, он је одустао сезоне 1967/68, а следеће сезоне придружио се Оуксима, доводећи франшизу до њене једине АБА титуле шампиона 1969. године.
Међутим, чак и са Беријем, тим се показао као веома лоша инвестиција за Буна и његове сувласнике. Упркос освајању АБА шампионата, Оукси су ималои јако лоше финансијске резултате, великим делом због близине НБА тима Вориорса који су у то време такође играли неке утакмице код куће у Оукланду (и на крају су се преселили у Оукланд 1971.) У једном тренутку су имали само 2.500 навијача по утакмици.

## Вашингтон
Суочен са принудом на позајмицу од Банк оф Америка, Бун је продао тим адвокату Вашингтона, Ди Сија, Ерлу Форману, који је преместио тим у Вашингтон током сезоне 1969/70. као Вашингтон кепси. Боје тима зелена и златна су задржане, али лого је био црвени, бели и плави приказ Капитола Сједињених Држава. Међутим, из разлога који су остали непознати, остали су у Западној дивизији, што их је присиљавао на дуга путовања приликом гостовања. У Вашингтону посјећеност није била ништа боља него у Оукланду. Домаћи терен, дворана Колосеума која је изграђена 1941. године и који није била у најбољем стању, је још више умањила атрактивност посете. Поред тога, Колосеум се налазио у североисточном делу Вашингтона, историјски црначком насељу које већина белаца Вашингтона није посећивала. Успели су да своје четири утакмице заврше са просеком изнад .500, али су изгубили у првом колу од моћних Денвер рокетса.

## Вирџинија
Преговори о спајању са НБА већ су били у току, али главни камен спотицања било је присуство Кепса у Вашингтону. Власник Балтимор булетса, Ејб Полин, желео је да пресели свој тим у Вашингтон, али није желео Кепсе тамо. Остали власници АБА-е су убедили Формана да пресели Кепсе по други пут у исто толико сезона. Фореман је одлучио да од Кепса направи регионалну франшизу, да их пресели и да ново име Вирџинија сквајерси. Тим би се налазио у Норфолку и већину својих утакмица играо би у дворанама Норфолк скоуп и Олд Доминион Университи фолдхаусу. Играли су и домаће утакмице у Хемптону у Хамптон Колосеуму, у Ричмонду у Ричмонд Колосеуму и у Роанокеу у Роаноке Сивик центру. Међутим, Роаноке је после само једне сезоне испао са листе "домаћих" градова. Боје Сквајерса су биле црвена, бела и плава.
Рик Бери, који је првобитно играо са инаугурационим Оуксима, појавио се на насловној страни Спортс иллустрејтеда 24. августа 1970. у униформи Сквајереса. У пропратном чланку унутар часописа, Бери је дао неколико негативних примедби о Комонвелту Вирџиније. (Наљутио је јужњаке примедбом да не жели да му деца одрастају говорећи: „Ћао, сви, тата.“) Првог септембра 1970. Сквајерси су мењали Берија у Њујорк нетсе за избор драфта и 200.000 долара . Иако су негативни коментари били фактор који је допринео трговини, то је првенствено због тога што је Форман још увек био заглибљен у финансијским проблемима и морао је да прода Барија да би помогао да подмири своје трошкове.
Године 1971. Сквајерси су направили свој највећи драфт избор икада бирајући Џулијуса Ирвинга са Универзитета Масачусетс амхерст. Током сезоне 1971/72, Ирвинг је постао тренутна сензација својом вештином поентирања и блиставим акробацијама на терену. Сквајерси су победили Флоридијанце у првој рунди плеј-офа, али су изгубили од Њујорк нетса у другом колу.
Сезона 1972/73. означила је почетак краја за Сквајерсе. Иако су благословени комбинацијом Џулијуса Ирвинга ("Др. Џеј") и младог Џорџа Гервина, дуо је играо заједно тек крајем сезоне. Сквајерси су изгубили од ривала у дивизији Кентакија у првој рунди плеј-офа. Током лета 1973, др Џеј је заједно са Вилијем Соџорнером  прешао у Нетсе за Џорџа Картера и готовину.
Током АБА ол-стар викенда 1974. године, кружиле су гласине да ће Гервин ускоро бити продат Сан Антонио спарсима. Ове гласине постале су чињеница 30. јануара, када су Сквајерси продали Гервина Спарсима за 225.000 долара. Комесар АБА Мајк Сторен покушао је да блокира продају уз образложење да продаја последње праве звезде тима није у најбољем интересу лиге. Међутим, продаја је на крају прихваћена.
Иако је трговина можда обезбедила довољно краткорочног финансирања да би Сквајерси остали у послу, губитак толиког талента разбеснео је фанове. Посећеност утакмица Сквајерса је опала и никада се није опоравила. Последње две сезоне Сквајерса у АБА лиги су биле тешки јер су губици расли, а популарни тренер Ал Бјаанки је отпуштен. Тим је у сезонама 1974/75. и 1975/76. освојио само укупно 30 утакмица, што је најгори проценат победа у историји АБА. Тим је имао проблема и ван терена. Године 1974, Бари Паркхил је тужио тим након што му плате нису исплаћене. Сквајерси су се скоро банкротирали у фебруару 1976. године, али су успели да се одрже само продајом рекламних банера и кредитом од 250.000 долара од локалне банке.
Како се испоставило, то је франшизи купило само још три месеца живота. Дана 11. маја 1976, само месец дана након завршетка сезоне, АБА је отказала франшизу након што је она пропустила да исплати 75.000 долара. Сквајерси нису имали шансе да буду укључени у било какво предвиђено спајање АБА и НБА лига. Регионалне франшизе нису сматране одрживим, а ниједан од њихових матичних градова није био ни близу довољно велик да подржи НБА тим. Ипак, прерано смањење Сквајерса коштало их је шансе да добију надокнаду као део спајања, које је се десило само месец дана касније.

## Кошаркашка Кућа славних
| Бр. | Име            | Позиција | Период     | Постављен |
| --- | -------------- | -------- | ---------- | --------- |
| 32  | Џулијус Ирвинг | К        | 1971–1973. | 1993.     |
| 44  | Џорџ Гервин    | Б/К      | 1972–1974  | 1996.     |
| 33  | Чарли Скот     | Б        | 1970–1972  | 2018.     |
| Н/Д | Зелмо Бити     | Тренер   | 1975/76.   | 2016.     |

## Остварења по сезонама
| Сезона              | Регуларна сезона | Регуларна сезона | Регуларна сезона | Резултати у плеј−офу                                            | Утакмице                                          |
| Сезона              | Победа           | Пораза           | Проц.            | Резултати у плеј−офу                                            | Утакмице                                          |
| ------------------- | ---------------- | ---------------- | ---------------- | --------------------------------------------------------------- | ------------------------------------------------- |
| Вирџинија сквајерси |                  |                  |                  | Резултати у плеј−офу                                            | Утакмице                                          |
| 1970/71.            | 55               | 29               | .655             | Победили у дивизијским полуфиналу Изгубили у дивизијским финалу | Вирџинија 4, Њујорк 2 Кентаки 4, Вирџинија 2      |
| 1971/72.            | 45               | 39               | .536             | Победили у дивизијским полуфиналу Изгубили у дивизијским финалу | Вирџинија 4, Флоридијанси 0 Њујорк 4, Вирџинија 3 |
| 1972/73.            | 42               | 42               | .500             | Изгубили у дивизијским полуфиналу                               | Кентаки 4, Вирџинија 1                            |
| 1973/74.            | 28               | 56               | .333             | Изгубили у дивизијским полуфиналу                               | Њујорк 4, Вирџинија 1                             |
| 1974/75.            | 15               | 69               | .179             | Нису се квалификовали                                           | Нису се квалификовали                             |
| 1975/76.            | 15               | 68               | .181             | Нису се квалификовали                                           | Нису се квалификовали                             |

### Домаће дворане
| Арена               | Капацитет | Локација |
| ------------------- | --------- | -------- |
| ОДУ филдхаус        | 5.200     | Норфолк  |
| Хемптон колосеум    | 9.777     | Хемптон  |
| Роанок Сивик центар | 9.828     | Роанок   |
| Норфолк скоуп       | 10.253    | Норфолк  |
| Ричмонд колосеум    | 12.500    | Ричмонд  |